# Glàndula suprarenal
Les glàndules suprarenals, glàndules adrenals o càpsules suprarenals són unes glàndules endocrines amb forma de triangle que estan situades sobre els ronyons; la seva funció és la de regular les respostes a l'estrès, a través de la síntesi de corticoesteroides i catecolamines, que són el cortisol i l'adrenalina, principalment.
Anatòmicament, les glàndules suprarenals estan situades a l'abdomen, a la part anterosuperior dels ronyons. Als éssers humans, es troben a nivell de dotzena vèrtebra toràcica i estan irrigades per les artèries suprarenals.

## Estructura

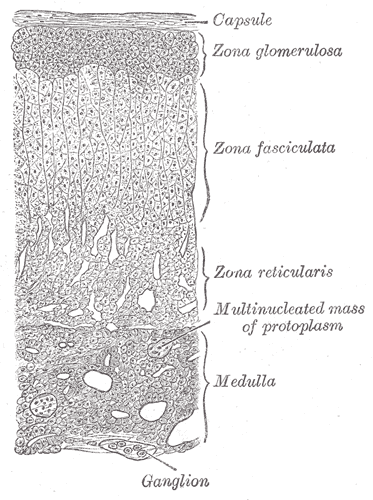
Capes de la glàndula suprarenal.

Histològicament es divideix en dues zones diferents:

### Medul·la suprarenal
Està composta principalment per cèl·lules cromafins productores d'hormones, sent el principal òrgan de conversió de l'aminoàcid tirosina en adrenalina i noradrenalina. Les cèl·lules de la medul·la suprarenal deriven embriològicament de la cresta neural, com a neurones modificades. Realment aquestes cèl·lules són cèl·lules postganglionars del sistema nerviós simpàtic, que reben la innervació de cèl·lules preganglionars. Com les sinapsis entre fibres pre i postganglionars constitueixen els ganglis nerviosos autònoms, la medul·la suprarenal pot considerar-se com un gangli nerviós del sistema nerviós simpàtic.
En resposta a una situació estressant com l'exercici físic o un perill imminent, les cèl·lules de la medul·la suprarenal produeixen catecolamines a la sang en una relació 70:30 (adrenalina:noradrenalina). L'adrenalina produeix efectes importants com l'augment de la freqüència cardíaca, vasoconstricció, broncodilatació i augment del metabolisme.

### Còrtex suprarenal
Està situat rodejant la circumferència de la glàndula suprarenal. La seva funció és la de regular components del metabolisme com la producció de mineralocorticoides i glucocorticoides que inclouen l'aldosterona i el cortisol. El còrtex suprarenal també és un lloc secundari de síntesi d'androgens.
El còrtex suprarenal es pot dividir en tres capes diferents de teixit basats en els tipus cel·lulars i en la funció que realitzen:
- Zona glomerul·lar: Producció de mineralocorticoides, sobretot, aldosterona.
- Zona fascicular: Producció de glucocorticoides, principalment cortisol, prop del 95%.
- Zona reticular: Producció d'androgens, incloent la testosterona.

## Irrigació
Estan irrigades per tres artèries, d'origen diferent:
| Artèria                     | Origen                       |
| Artèria suprarenal superior | Artèries frèniques inferiors |
| Artèria suprarenal mitja    | Artèria aorta abdominal      |
| Artèria suprarenal inferior | Artèria renal                |

El retorn venós es produeix a través de les venes suprarenals.

## Innervació
Les glàndules suprarenals estan innervades a través de dos plexes nerviosos:
- Plexe celíac.
- Plexe renal.

## Malalties associades
- Malaltia d'Addison.
- Síndrome de Cushing.
- Hiperplàsia suprarenal congènita.
- Feocromocitoma.[1]
- Hiperaldosteronisme.[2]
- Mielolipoma de glàndula suprarenal.[3]
- Síndrome de Waterhouse-Friderichsen (necrosi hemorràgica suprarenal massiva bilateral).[4][5]